# Перейра, Роберто
Робе́рто Максимилиа́но Пере́йра (итал. Roberto Maxilimiano Pereyra; родился 7 января 1991 года в Сан-Мигель-де-Тукуман, Аргентина) — аргентинский футболист, вингер клуба АЕК (Афины) и сборной Аргентины.

## Клубная карьера

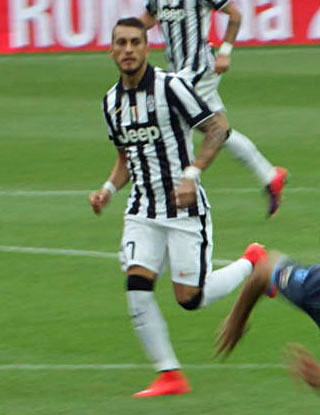
Перейра в составе «Ювентуса»

Роберто — воспитанник футбольной академии «Ривер Плейта». 16 мая 2009 года в матче против «Уракана» он дебютировал в аргентинской Примере. В сезоне 2009/10 Перейра провел 15 матчей и постепенно стал основным футболистом команды.
30 августа 2011 года Роберто подписал пятилетний контракт с итальянским «Удинезе». Бывший клуб Перейры, «Ривер Плейт», получил по трансферу 2 млн евро. 29 сентября того же года в матче группового этапа Лиги Европы против «Селтика» Роберто дебютировал за новый клуб. 28 января 2012 года в поединке против «Ювентуса» Перейра провел свой дебютный матч в Серии А, заменив в конце встречи Маурисио Ислу. Игра полузащитника оставила приятное впечатление у тренера команды, поэтому Роберто стал чаще появляться в основе, заменяя травмированного Душана Басту. 29 апреля в матче против «Лацио», Перейра забил свой первый гол за «Удинезе» и помог команде одержать победу со счётом 2:0. 18 ноября в поединке против «Пармы» Роберто забил свой первый мяч в сезоне 2012/13.
Летом 2014 года Роберто перешёл в «Ювентус» на правах годовой аренды за 1,5 млн евро с опцией выкупа за 14 млн евро. 30 августа в матче против «Кьево» он дебютировал в составе «старой сеньоры», заменив во втором тайме Артуро Видаля. 18 января 2015 года в поединке против «Эллас Верона» Перейра забил свой первый гол за «Ювентус». В том же году Роберто стал чемпионом и обладателем Кубка Италии, а также помог «старой сеньоре» выйти в финал Лиги чемпионов. 24 июня 2015 года «Ювентус» выкупил права на футболиста в «Удинезе» за 14 миллионов евро. Контракт подписан до 2019 года. Через полтора месяца Перейра помог команде выиграть Суперкубок Италии.
Летом 2016 года Роберто перешёл в английский «Уотфорд», подписав контракт на пять лет. Сумма трансфера составила 13 млн евро. 27 августа в матче против лондонского «Арсенала» Перейра дебютировал в английской Премьер-лиге, заменив во втором тайме Адлена Гедиура. В этом же поединке он забил свой первый гол за «Уотфорд». В 2020 году Перейра вернулся в «Удинезе».

## Международная карьера
В 2011 году в составе молодёжной сборной Аргентины Перейра принял участие в молодёжном чемпионате мира в Колумбии. На турнире он сыграл в матчах против сборных Мексики, Англии, Северной Кореи и Португалии.
11 октября 2014 года в товарищеском матче против сборной Бразилии Роберто дебютировал за сборную Аргентины.
В 2015 году Перейра стал финалистом Кубка Америки в Чили. На турнире он сыграл в матчах против сборных Уругвая и Ямайки.
11 октября 2018 года в товарищеском матче со сборной Ирака он забил свой первый гол за национальную команду.
Летом 2019 года Перейра принял участие в Кубке Америки 2019 в Бразилии. На турнире он сыграл против сборной Парагвая.

## Статистика

### Матчи за сборную
| №  | Дата            | Оппонент   | Счёт | Голы | Соревнование       |
| -- | --------------- | ---------- | ---- | ---- | ------------------ |
| 1  | 11 октября 2014 | Бразилия   | 0:2  | —    | Товарищеский матч  |
| 2  | 14 октября 2014 | Гонконг    | 7:0  | —    | Товарищеский матч  |
| 3  | 12 ноября 2014  | Хорватия   | 2:1  | —    | Товарищеский матч  |
| 4  | 18 ноября 2014  | Португалия | 0:1  | —    | Товарищеский матч  |
| 5  | 28 марта 2015   | Сальвадор  | 2:0  | —    | Товарищеский матч  |
| 6  | 31 марта 2015   | Эквадор    | 2:1  | —    | Товарищеский матч  |
| 7  | 16 июня 2015    | Уругвай    | 1:0  | —    | Кубок Америки 2015 |
| 8  | 20 июня 2015    | Ямайка     | 1:0  | —    | Кубок Америки 2015 |
| 9  | 4 сентября 2015 | Боливия    | 7:0  | —    | Товарищеский матч  |
| 10 | 8 сентября 2015 | Мексика    | 2:2  | —    | Товарищеский матч  |
| 11 | 11 октября 2018 | Ирак       | 4:0  | 1    | Товарищеский матч  |
| 12 | 16 октября 2018 | Бразилия   | 0:1  | —    | Товарищеский матч  |
| 13 | 20 ноября 2018  | Мексика    | 2:0  | —    | Товарищеский матч  |
| 14 | 22 марта 2019   | Венесуэла  | 1:3  | —    | Товарищеский матч  |
| 15 | 26 марта 2019   | Марокко    | 1:0  | —    | Товарищеский матч  |

Итого: сыграно матчей: 15 / забито голов: 1; победы: 10, ничьи: 1, поражения: 4.

## Достижения
«Ювентус»
- Чемпионат Италии по футболу (2): 2014/2015, 2015/2016
- Обладатель Кубка Италии: 2014/15
- Обладатель Суперкубка Италии: 2015
- Финалист Лиги чемпионов: 2014/15

Аргентина
- Кубок Америки по футболу: 2015 Серебро
- Кубок Америки по футболу: 2019 Бронза